# Scarborough-Nord
Pour les articles homonymes, voir Scarborough.
Circonscription électorale fédérale du Canada
Scarborough-Nord est une circonscription électorale fédérale en Ontario.

## Circonscription fédérale
Située dans l'agglomération de Toronto, la circonscription consiste en la partie nord du district de Scarborough et contient des parties des quartiers d'Agincourt, Milliken, Morningside Heights et Malvern. 
Les circonscriptions limitrophes sont Scarborough-Centre, Markham—Thornhill, Scarborough—Rouge Park, Scarborough—Guildwood et Scarborough—Agincourt.  

### Historique
| Législature                                                                                           | Années       | Député | Député     | Parti   |
| --- | ------------ | ------ | ---------- | ------- |
| Scarborough-Nord issue d'une partie de Scarborough—Agincourt et de Scarborough—Rouge River avant 2015 |              |        |            |         |
| 42e                                                                                                   | 2015–2019    |        | Shaun Chen | Libéral |
| 43e                                                                                                   | 2019–2021    |        | Shaun Chen | Libéral |
| 44e                                                                                                   | 2021–Présent |        | Shaun Chen | Libéral |

## Circonscription provinciale
Depuis les élections provinciales ontariennes du 4 octobre 2007, l'ensemble des circonscriptions provinciales et des circonscriptions fédérales sont identiques.
1. ↑  Élections Canada, « Résultats Élection fédérale canadienne de 2021 », sur https://enr.elections.ca/ElectoralDistricts.aspx?lang=f (consulté le 19 février 2022)
2. ↑  Élections Canada, « Résultats Élection fédérale canadienne de 2019 - Scarborough-Nord », sur enr.elections.ca (consulté le 17 août 2023).
3. ↑  Élections Canada, « Résultats Élection fédérale canadienne de 2015 - Scarborough-Nord », sur enr.elections.ca (consulté le 17 août 2023).